# Acalolepta antenor
Acalolepta antenor là một loài bọ cánh cứng trong họ Cerambycidae.